# Aeroportul Rotuma
Aeroportul Rotuma (IATA: RTA, ICAO: NFNR) este un aeroport din Motusa⁠(d), Rotuma⁠(d), Fiji ce deservește zona Rotuma⁠(d). A fost numit după zona deservită.
Situat la o altitudine de 7 m, aeroportul dispune de o singură pistă.